# Яголуд
Яголуд — деревня в Вавожском районе Республики Удмуртии Российской Федерации.

## География
Располагается на реке Яголудка в 12 км юго-восточнее Вавожа.

## Флора и фауна
В огороде одного из жителей, при проведении хозяйственных работ, была обнаружена бедренная кость животного весом 12 кг. Находка, как оказалось, принадлежала мамонтёнку, которому было около 15 лет. Возраст самой находки датируется 12-ю тысячами лет.
Около деревни обитают лисы, которые безбоязненно входят в деревню, представляя серьёзную опасность для населения.

## История
- До 9 мая 2021 года входила в состав муниципального образования Гурезь-Пудгинское сельское поселение[4].

## Население
| 2010 | 2012 |
| ---- | ---- |
| 182  | ↘181 |

### Историческая численность населения
- 2008 год — 193 человека
- 2010 год — 181 человек

## Инфраструктура
Личное подсобное хозяйство с зоной сельскохозяйственного использования, индивидуальная застройка усадебного типа.
В деревне функционируют Клуб и ФАП.

## Транспорт
Деревня доступна автотранспортом. Остановка общественного транспорта «Яголуд».